# Мнемозина (метелик)
Мнемозина (Parnassius mnemosyne) — вид комах з родини Papilionidae, один з 3 європейських видів роду у фауні України.

## Морфологічні ознаки

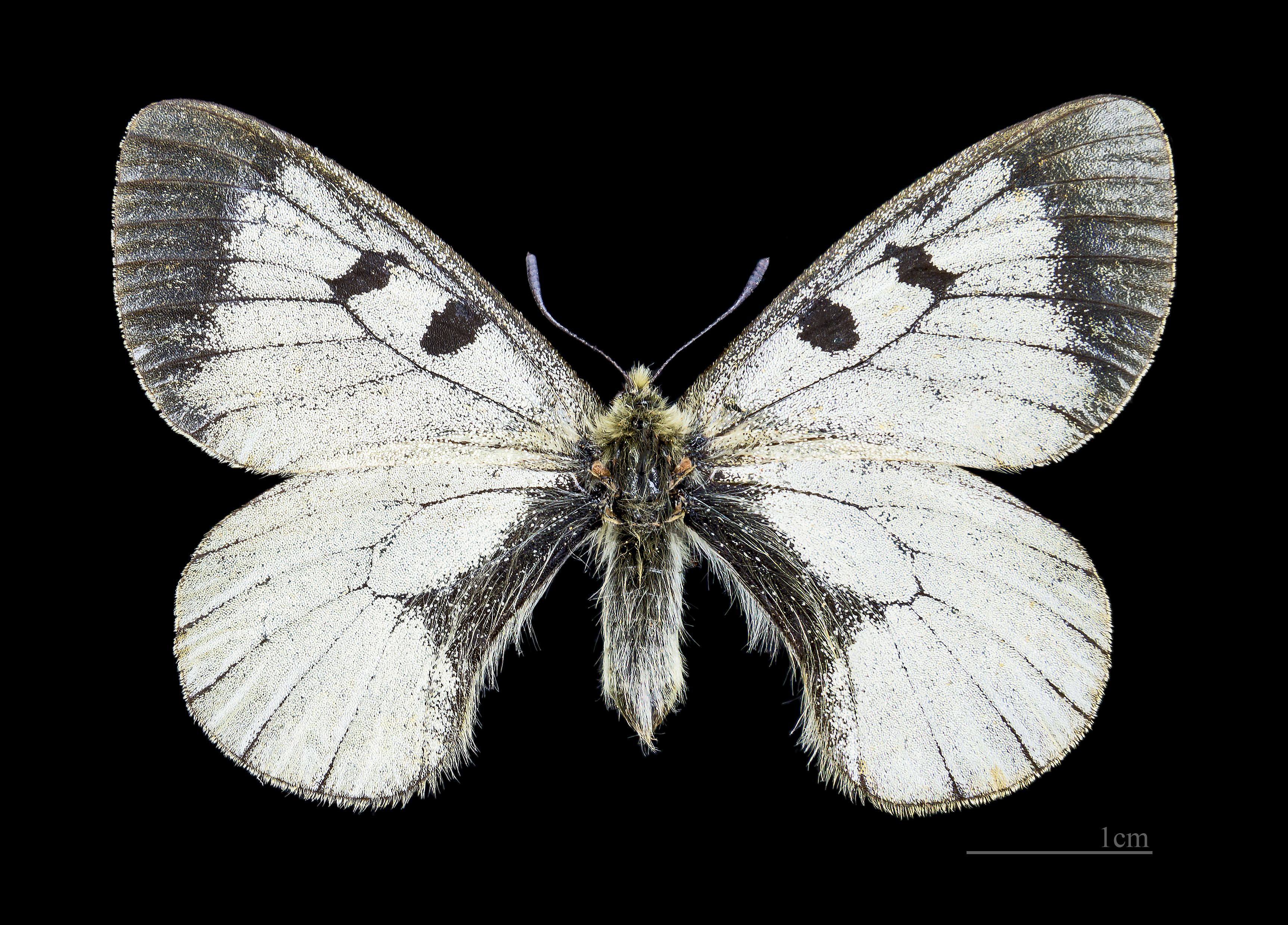
♂
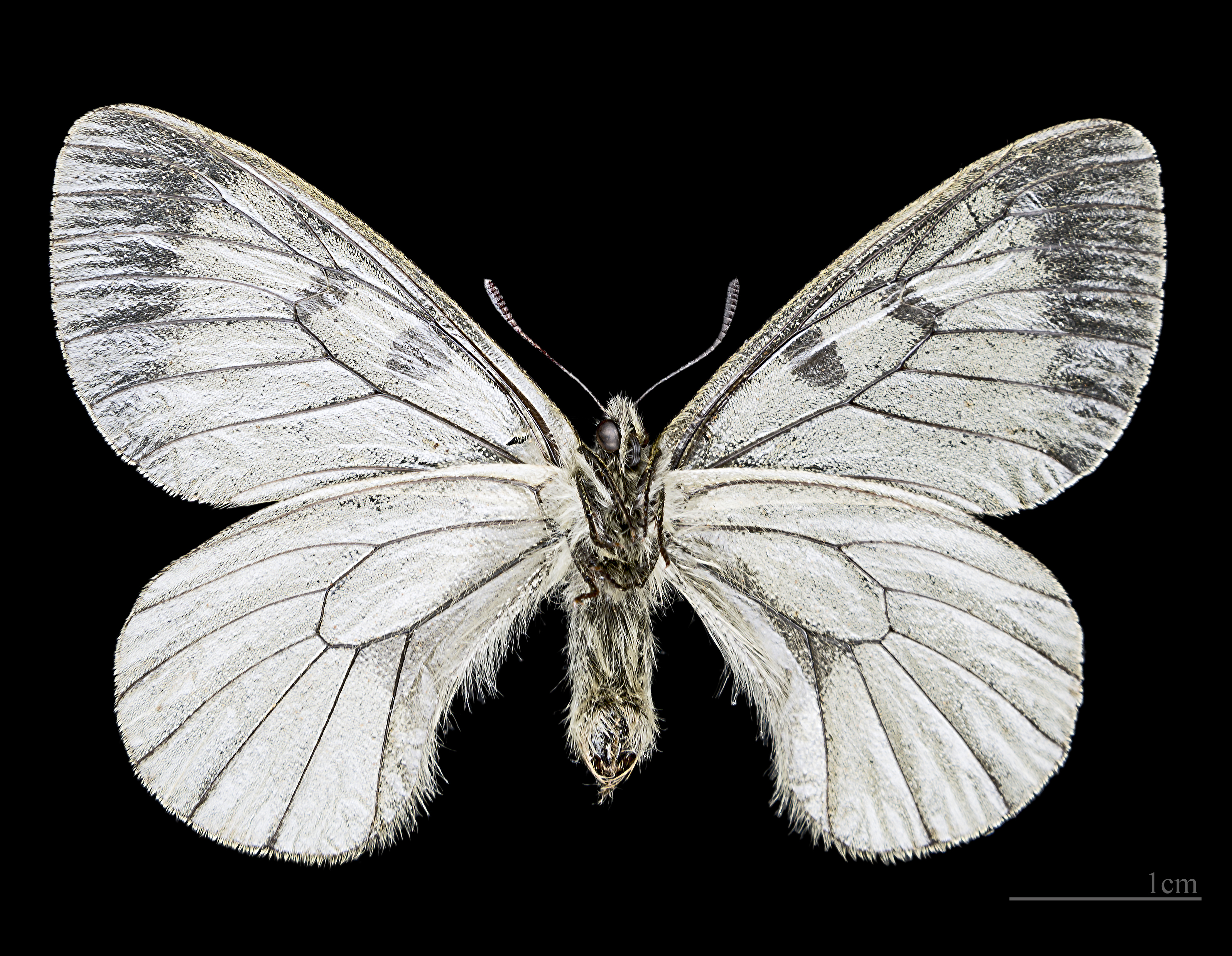
♂ △.
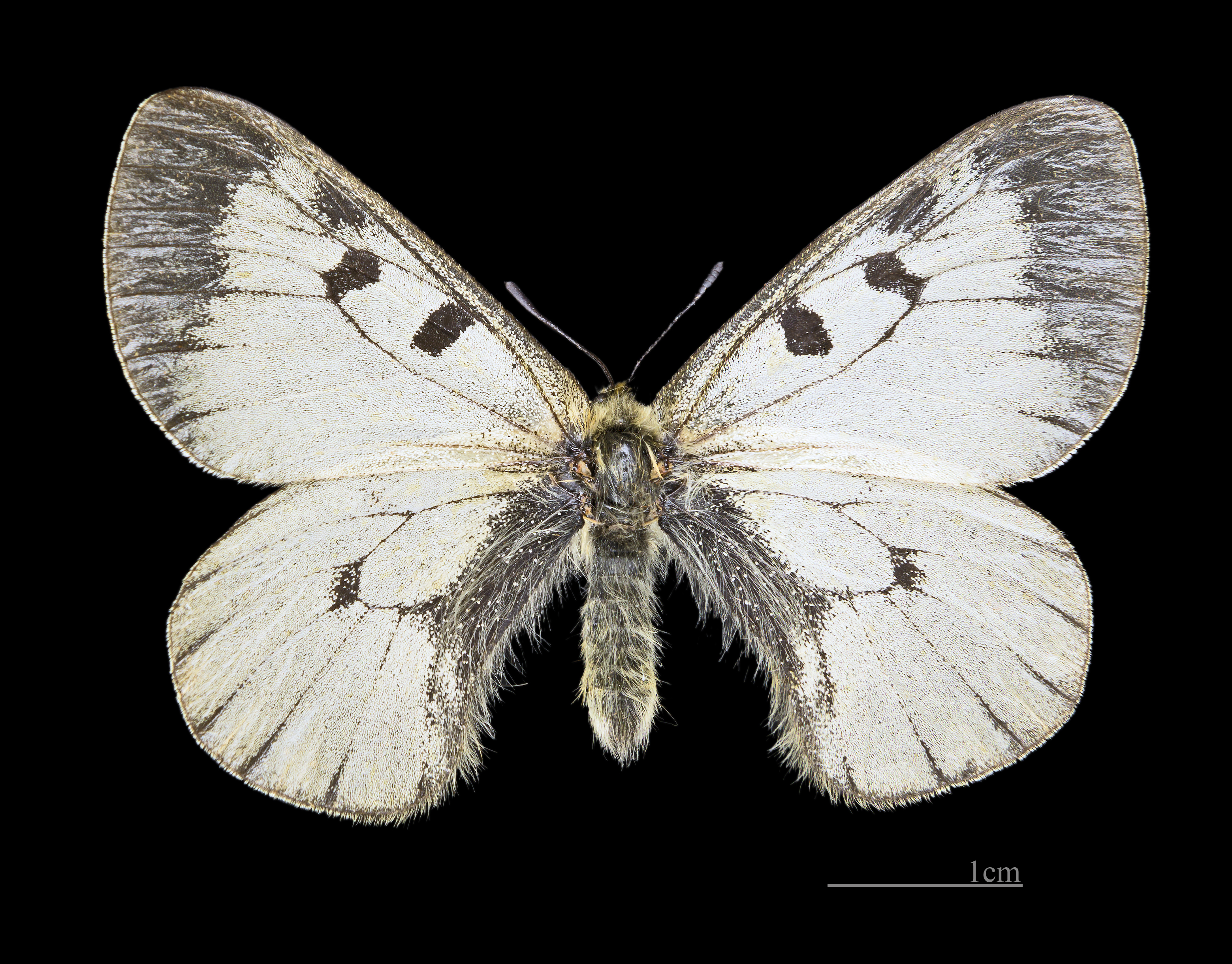
♀
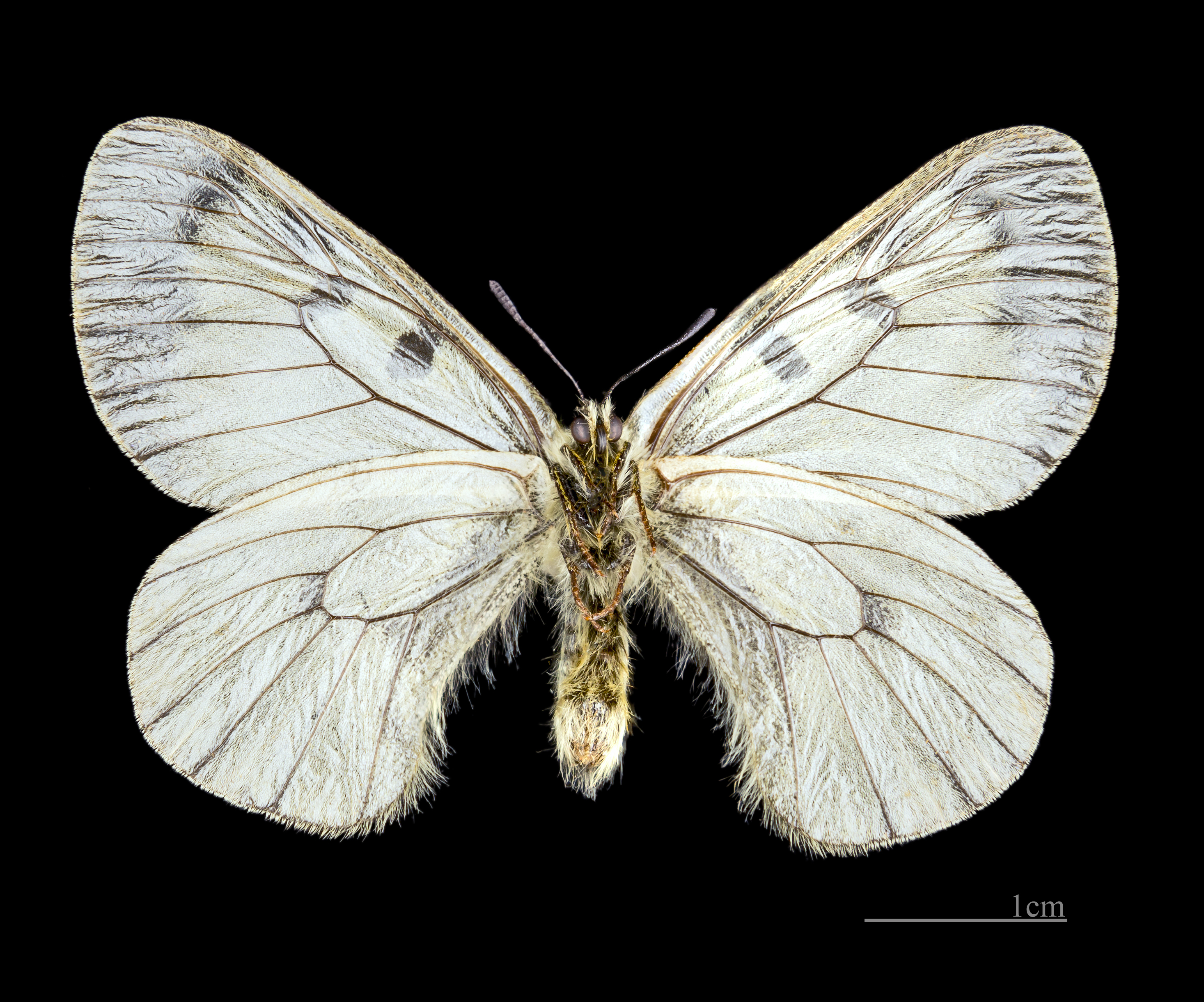
♀ △.

Розмах крил — 50-62 мм. Загальне тло забарвлення — біле, з виразними чорними жилками. На передніх крилах метелики мають по 2 чорні плями, зовнішній край та маргінальна область крил із широкою напівпрозорою смугою. Задні крила майже без візерунку, лише з 1-2 чорними плямами, які іноді зливаються, та сіро-чорним анальним краєм. Тіло відносно сильно опушене, особливо у самців.

## Поширення
Ареал охоплює більшу частину Європи, Кавказ, Закавказзя, Малу Азію, гори Центральної Азії, Казахстан та південні райони Західного Сибіру.
В Україні зустрічається майже на всій території, окрім Криму та деяких посушливих районів степової зони.

## Особливості біології
Зустрічається на узліссях та галявинах листяних і мішаних лісів, гірських луках, у долинах річок. Дає 1 покоління на рік. Літ метеликів у зоні мішаних лісів починається наприкінці травня, у лісостеповій та степовій зоні — наприкінці квітня і триває до середини — кінця червня. У Карпатах літ розпочинається пізніше і завершується у липні. Тривалість життя імаго близько 15 днів. Самиця відкладає яйця на стебла рослин або на поверхню ґрунту, де вони зимують. Гусениця розвивається у квітні-травні, живиться листям рослин родини рястових. Заляльковується у коконах серед листя на поверхні ґрунту; лялечки розвиваються 2-5 тижнів.

## Загрози та охорона
Загрози: вирубування природних лісів, насадження деревних монокультур, рекреаційне навантаження, застосування пестицидів тощо.
Вид занесено до Європейського червоного списку. Охороняється на багатьох заповідних територіях України. Доцільним є створення ентомологічних заказників у місцях зі значним антропогенним навантаженням. Додаток II Бернської конвенції.